# Листоблошковые
Листобло́шковые, или Листоблошки, или Псиллиды (лат. Psylloidea) — надсемейство полужесткокрылых насекомых из подотряда Sternorrhyncha.

## Описание
Мелкие полужесткокрылые насекомые, не превышающие 5 мм (от 1,2 до 5,8 мм). Фитофаги, сосущие соки растений. Усики 10-члениковые (реже из 8—9), нитевидные. Задние ноги прыгательные и поэтому развиты сильнее двух передних пар. Передние крылья крупнее задней пары, в покое складываются кровлеобразно. Кроме полового размножения у арктических видов обнаружен партеногенез. Нимфы (личинки) имеют 5 возрастов. Некоторые виды вредят садоводству (грушевая и яблонная медяницы), лесному хозяйству (бархатовая, кленовая и ясеневая медяницы).

## Классификация
В надсемейство включают около 4000 видов из 235 родов. Для СССР указывалось 500 видов.
В него входят следующие семейства (с данными о количестве видов):
- Aphalaridae Löw, 1879 — 68 родов и около 700 видов
- Calophyidae Vondráček, 1957 — 11 родов и около 100 видов
- Carsidaridae Crawford, 1911 — 8 родов и около 40 видов
- Homotomidae Heslop-Harrison, 1958 — 11 родов и около 80 видов
- † Liadopsyllidae Martynov, 1927
- Liviidae Löw, 1879 — 29 родов и около 330 видов
- † Malmopsyllidae Bekker-Migdisova, 1985
- † Neopsylloididae Bekker-Migdisova, 1985
- Phacopteronidae Heslop-Harrison, 1958 — 5 родов
- Psyllidae  Latreille, 1807 — 59 родов и 1100 видов (включая около 460 видов крупнейшего рода Cacopsylla)
- Triozidae Löw, 1879 — 70 родов и 1000 видов (включая около 430 видов крупнейшего полифилетичного рода Trioza)

Самые многочисленные семейства: листоблошки (Psyllidae) и триозиды (Triozidae), остальные включают в себя всего по несколько родов. Liviidae и Spondyliaspididae иногда включают в семейство листоблошек.